# Армянский фонтан
Армянский фонтан — средневековый фонтан в городе Феодосия, был открыт у подножия горы Митридат, неподалёку от появившегося ранее армянского храма Св. архангелов Михаила и Гавриила (улица Айвазовского, около д. 18).

## История
Фонтан был построен в 1491 или 1584 (1586) году армянскими жителями Феодосии. Находится у подножия горы Митридат, рядом с армянским храмом Св. архангелов Михаила и Гавриила. Фонтан был сооружён из бутового камня, специально скреплённого известковым раствором, выполнен в форме призмы. Восточная его часть украшена стрельчатой нишей и тремя резными розетками над ней. Над водомётом располагается мраморная плита с надписью на армянском языке и с датой строительства фонтана. Возведён в характерной для армянских родников архитектурной форме, распространённой в Армении с XI до середины XIX века.
Постановлением Совета Министров УССР от 6 сентября 1979 года № 442, уч.№ 1209; и решением Крымского облисполкома от 22 мая 1979 года за № 284, Армянский фонтан был включён в число памятников архитектуры.